# Lucinda Williams (lekkoatletka)
Lucinda Williams (ur. 10 sierpnia 1937 w Savannah, w stanie Georgia) – amerykańska lekkoatletka specjalizująca się w biegach sprinterskich, dwukrotna uczestniczka letnich igrzysk olimpijskich (Melbourne 1956, Rzym 1960), złota medalistka olimpijska z Rzymu (1960) w sztafecie 4 × 100 metrów.

## Sukcesy sportowe
- mistrzyni Stanów Zjednoczonych w biegu na 200 jardów – 1958[1]
- dwukrotna halowa mistrzyni Stanów Zjednoczonych w biegu na 200 jardów – 1957, 1959[2]

| Rok  | Miasto  | Zawody                   | Konkurencja                                    | Wynik       |
| ---- | ------- | ------------------------ | ---------------------------------------------- | ----------- |
| 1959 | Chicago | igrzyska panamerykańskie | bieg na 100 m bieg na 200 m sztafeta 4 × 100 m | złoty medal |
| 1960 | Rzym    | igrzyska olimpijskie     | sztafeta 4 × 100 m                             | złoty medal |

## Rekordy życiowe
- bieg na 100 m – 11,7 – 1960
- bieg na 200 m – 23,4 – 1959